# 井上赳

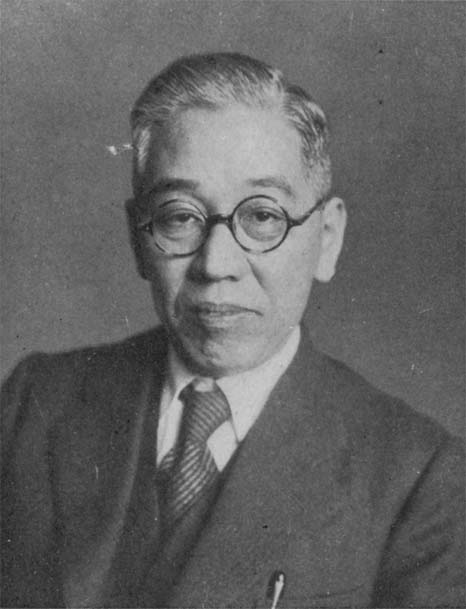
井上赳

井上 赳（いのうえ たけし、1889年7月23日 - 1965年7月20日）は、島根県出身の文部官僚。1930年代の国語読本である『小学国語読本』（サクラ読本）の編集の中心となった。

## 生涯
県立松江中学校、第一高等学校（同期に近衛文麿、山本有三、土屋文明）、東京帝国大学文科大学国文学科を卒業した。1921年、鹿児島県の第七高等学校造士館教授の時、大学の先輩である高木市之助に誘われ、文部省図書監修官となる。以後20年にわたって国定教科書の編集に関わる。
1925年から教科書研究のため1年間欧米に留学する。
1931年から『小学国語読本』の編纂に着手する。従来巻一の冒頭に単語から教えていたが井上は「サイタ　サイタ　サクラガ　サイタ」に象徴されるように文から習うように改めた。また、『源氏物語』、『東海道中膝栗毛』などを教材に取り入れるなど文学教育の要素を強くした。この読本は1933年から実施された。1941年の国民学校への移行に際して『ヨミカタ』、『初等科国語』（通称アサヒ読本）を石森延男らと編集する。アサヒ読本は軍部からの圧力に屈せず児童中心主義を守り通した。1944年、図書局廃止に抗議して辞職。
戦後、1946年から1947年まで衆議院議員を務め、日本国憲法などの審議に参加する。その際、26条2項の正文中、「children」の訳語に「子女」を提言した。
1951年から1956年まで東京文科大学（現二松学舎大学）、1958年から死去まで共立薬科大学の教授を務める。

## 作詞した唱歌
当時の唱歌の教科書は国語読本と密接な関係にあったので、井上は文部省唱歌の作詞も手がけた。
- 電車ごっこ（『新訂尋常小学唱歌』信時潔作曲）
- 螢（『新訂尋常小学唱歌』下総皖一作曲）
- 花火（『うたのほん』下総皖一作曲）
- 田植（『初等科音楽』中山晋平作曲）

## 著書
- 『祖国を出でて 印象紀行』明治図書 1931
- 『太郎花子国語の本編修解説』日本書籍 1950
- 『国定教科書編集二十五年』古田東朔編 武蔵野書院 1984

### 共編著
- 『ジョージ・ワシントン』英傑伝叢書　矢代幸雄共著 実業之日本社 1917
- 『国文学類選 戯曲篇』次田潤共編 成美堂書店 1921

### 記念文集
- 『井上赳先生国語読本編修二十年功労志』井上赳先生国語読本編修二十年記念会編 1943